# Zelotes stolidus
Zelotes stolidus är en spindelart som först beskrevs av Simon 1879.  Zelotes stolidus ingår i släktet Zelotes och familjen plattbuksspindlar. Inga underarter finns listade i Catalogue of Life.